# Залісці (Кам'янець-Подільський район)
Залі́сці — село в Україні, у Дунаєвецькій міській територіальній громаді Кам'янець-Подільського району Хмельницької області.

## Назва
Назва села походить від назви людей за місцем проживання «залісці» — «ті, що живуть за лісом». Початково в історичних документах також згадується як «Залісся».

## Географія
Подільське село Залісці розкинулось на подільській височині в південно-західній частині України. Поблизу села бере початок струмок, що впадає річку Мукшу. Через Залісці проходить автошлях Т 2308.

### Клімат
Залісці знаходяться в межах вологого континентального клімату із теплим літом, але діяльність людини призводить до поганих змін та глобального потепління. Рівень наповнення річок водою в області становить лише 20 % від необхідного стандарту.

## Історія

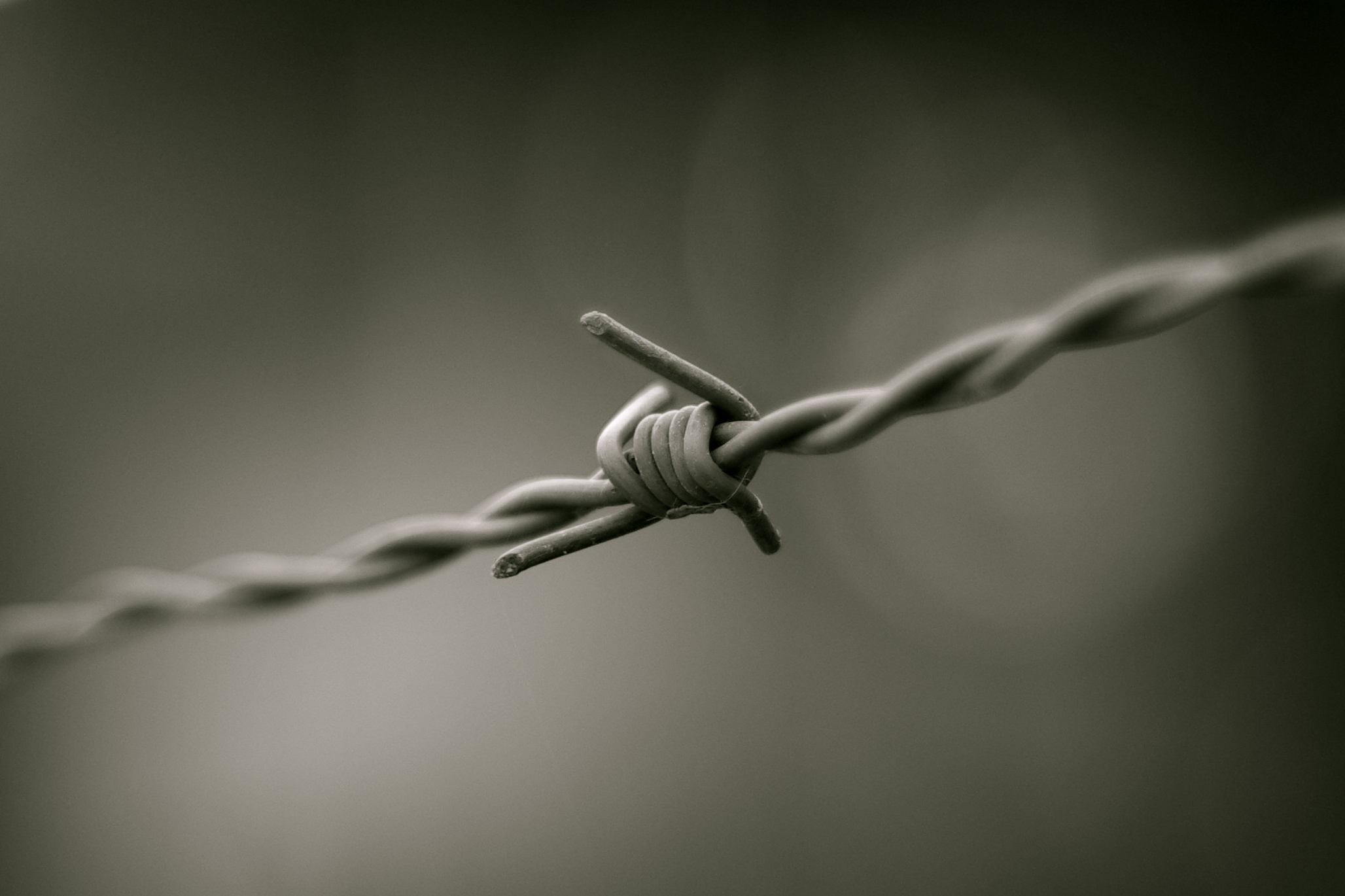
[http://www.reabit.org.ua/nbr/?st=3®ion=&ss=Рудківці&logic=or&f1_type=begins&f1_str=&f2_type=begins&f2_str=&f3_type=begins&f3_str=&f4_from=&f4_till=&f7%5B%5D=all&f14%5B%5D=all#list Національний банк репресованих

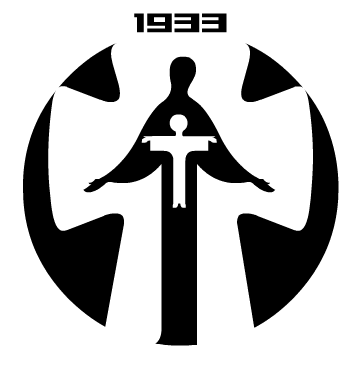
[https://victimsholodomor.org.ua/khmelnytsky/easytable/25-peoples-new.html?start=300 Список жертв Голодомору, Хмельницька область

У люстрації 1469 року вказано, що королівські маєтності Чемерівці, Балина, Залєше і Лищовче були в управлінні Домаратка Фурмановського та Дороти і Петра Сбикловських.
Перша згадка про село Залісся, так тоді звалися Залісці, датується в офіційних документах 1493 роком.
В 1565 році присутні згадки про Залісці, як маєтність Вальковського.
1648 року побудований парафіяльний храм Успіння Пресвятої Богородиці коштом місцевого землевласника Залевського спочатку з дерева, але з часом зазнав руйнації. На його місці 1791 року місцевий поміщик Іван Комарницький побудував новий костел з дубового дерева. Мав 3 престоли, орган. Навколо костелу дерев'яна огорожа, у яку вбудована на чотирьох дерев'яних стовпах дзвіниця з трьома дзвонами. Парафіян — 2448. Настоятель — ксьондз Г. Яворський (з 1841 р.), 3 служники: органіст Станіслав Василевський, прислужники Іван Горбачевський та Миколай Слободинський. У радянські часи цю святиню знищили.
Сільська церква Покрови відома з 1740 року – дерев’яна триверха споруда. Нова дерев’яна церква збудована в 1744 – 1750 роках – існувала до побудови в 1888 році церкви Успіння.
Внаслідок поразки визвольних змагань на початку XX століття, село надовго окуповане російсько-більшовицькими загарбниками.
Радянська окупація принесла колективізацію та розкуркулення, мешканці села зазнали репресій.
В 1932–1933 селяни села пережили сталінський голодомор.
Роки Великого терору 1936-1937 вбито осіб різних національностей і професій, багато людей було виселлено як сім'ї «ворогів народу».
Після завершення Другої світової війни у 1946—1947 роках мешканці села вчергове пережили голод.
У 1960—1962 роках в лісах поблизу селища починається будівництво військової частини під назвою «Об'єкт 669».
1972 році на базі військової частини починає діяти Науково-вимірювальний пункт (НВП 19), пізніше реорганізований в Центр прийому і обробки спеціальної інформації та контролю навігаційного поля (ЦПОСІ та КНП).
З 1991 року в складі незалежної України.
У 90-ті роки під опікою священика Марка Бзінковського у Залісцях було споруджено новий мурований костел, який 5 червня 1995 року консекрував єпископ Ян Ольшанський.
13 серпня 2015 року шляхом об'єднання сільських рад, село увійшло до складу Дунаєвецької міської громади. Об'єднання в громаду має створити умови для формування ефективної і відповідальної місцевої влади, яка зможе забезпечити комфортне та безпечне середовище для проживання людей.
17 липня 2020 року, в результаті адміністративно-територіальної реформи та ліквідації Дунаєвецького району, село увійшло до складу Кам'янець-Подільського району.

## Населення
Згідно з переписом УРСР 1989 року чисельність наявного населення села становила 1482 особи, з яких 679 чоловіків та 803 жінки.
За переписом населення України 2001 року в селі мешкала 1321 особа.
Згідно перепису 2015 року в Залісці мешкало 1253 осіб, населення села скоротилось на 5,15 % порівняно зі 2001 роком та на 15,45 % зі 1989.

### Мова
У селі поширені західноподільська говірка та південноподільська говірка, що відносяться до подільського говору, який належить до південно-західного наріччя.
Розподіл населення за рідною мовою за даними перепису 2001 року:
| Мова       | Відсоток |
| ---------- | -------- |
| українська | 98,65 %  |
| російська  | 1,35 %   |

## Релігія
- Костел Успіння Пресвятої Діви Марії (1995, РКЦ)

## Пам'ятки
- Богданові Хмельницькому, встановлений у 1967 році.
- Братська могила радянських воїнів, встановлений у 1954 році. місцевими майстрами
- Пам'ятний знак на честь воїнів-односельчан, встановлений у 1967 році місцевими майстрами

## Відомі люди

### Народилися
- Захар'єв Володимир Анатолійович (нар. 17 вересня 1963) — український письменник, журналіст, археолог, краєзнавець.
- Пенюшкевич Галина Володимирівна — українська радянська діячка.
- Тарногродський Микола Павлович — український радянський політичний діяч.
- Філімонов Дмитро Юрійович (1986—2015) — молодший сержант Збройних сил України, учасник російсько-української війни.

### Проживали
- Романчук Анатолій Михайлович (1981—2014) — капітан Збройних сил України, учасник російсько-української війни.